# Whatlington
Whatlington is een civil parish in het bestuurlijke gebied Rother, in het Engelse graafschap East Sussex met 374 inwoners.